# Elminia albonotata
Elminia albonotata là một loài chim trong họ Stenostiridae.